# マイケル・ウチェボ
マイケル・オケチュク・ウチェボ（Michael Okechukwu Uchebo, 1990年9月27日 - ）は、ナイジェリア・エヌグ出身の同国代表サッカー選手。現在は無所属。ポジションはFW。

## 経歴
母国のエヌグ・レンジャーズFCでキャリアを始める。2009年11月、エールステ・ディヴィジのVVVフェンローと3年契約を結んだ。
2011年11月、ストーク・シティFCとの移籍交渉が行われていることが公表される。翌年1月に同クラブのトライアルを受けたが、契約には至らなかった。同月25日にはレンジャーズFCの入団テストを受けるも、クラブの意向によりアリー・マコイスト監督が欠席したことに対して自身の代理人が批判するなど対立し交渉は破談に終わった。
2011-12シーズンの昇降格プレーオフ・SCカンブール戦では、後半アディショナルタイムに決勝ゴールを挙げ、クラブをエールディヴィジ残留に導く。翌シーズンよりジュピラー・プロ・リーグのサークル・ブルッヘへ2年契約で移籍。
2013-14シーズン限りでブルッヘを去ると、2014年10月11月にプリメイラ・リーガのボアヴィスタFCと3年契約を交わした。2017年1月11日、クラブとの契約を解除することで合意した。

## 代表歴

### 出場大会
- ナイジェリア代表
  - 2014 FIFAワールドカップ

### 試合数
- 国際Aマッチ 5試合 1得点（2014年）[11]

| ナイジェリア代表 | 国際Aマッチ | 国際Aマッチ |
| 年               | 出場        | 得点        |
| ---------------- | ----------- | ----------- |
| 2014             | 5           | 1           |
| 通算             | 5           | 1           |